# 毛臭节草
毛臭节草〔变种）（学名：Boenninghausenia albiflora var. pilosa）为芸香科石椒草属下的一个变种。